# Goyenia sylvatica
Goyenia sylvatica là một loài nhện trong họ Desidae.
Loài này thuộc chi Goyenia. Goyenia sylvatica được miêu tả năm 1970 bởi Raymond Robert Forster.